# United Tasmania Group
United Tasmania Group (zkráceně UTG, česky Spojená tasmánská skupina) byla celosvětově první politická strana programově prosazující zelenou politiku. Byla založena 23. března 1972 na australské Tasmánii. V rámci skupiny se občanští aktivisté poprvé pokusili o organizované proniknutí do parlamentu, kde chtěli prosadit své požadavky. Prvním předsedou byl Richard Jones.
UTG byla ustavena na setkání skupiny aktivistů (Lake Pedder Action Group), kteří bojovali proti zaplavení přírodního jezera Pedder několikanásobně větším umělým jezerem s hydroelektrárnou. Přestože působili pouze lokálně a zaměřili se na místní problém, v celoaustralských volbách získali více než 3,9 % a jen těsně nedosáhli hranice potřebné pro získání mandátu. Ve volbách v roce 1976 získali 2,2 %.
UTG působila 5 let, po roce 1990 byla její činnost na krátkou dobu obnovena. Většina původních členů skupiny později vstoupila do strany Tasmánští zelení na místní úrovni nebo do Australských zelených na úrovni celostátní.
V 70. letech 20. století UTG svým příkladem inspirovala jak novozélandskou Values Party (1975), britskou Ekologickou stranu (1975), a později i německé Die Grünen (1979).

## Více informací na
- Armstrong, Lance J. E.: Good God, He’s Green! A History of Tasmanian Politics 1989-1996. Wahroonga, N.S.W., Pacific Law Press, 1997. ISBN 1-875192-08-5
- Lines, William J.: Patriots: defending Australia's natural heritage St. Lucia, Qld., University of Queensland Press, 2006. ISBN 0-70223-554-7